# Complex de la cova de Murfatlar

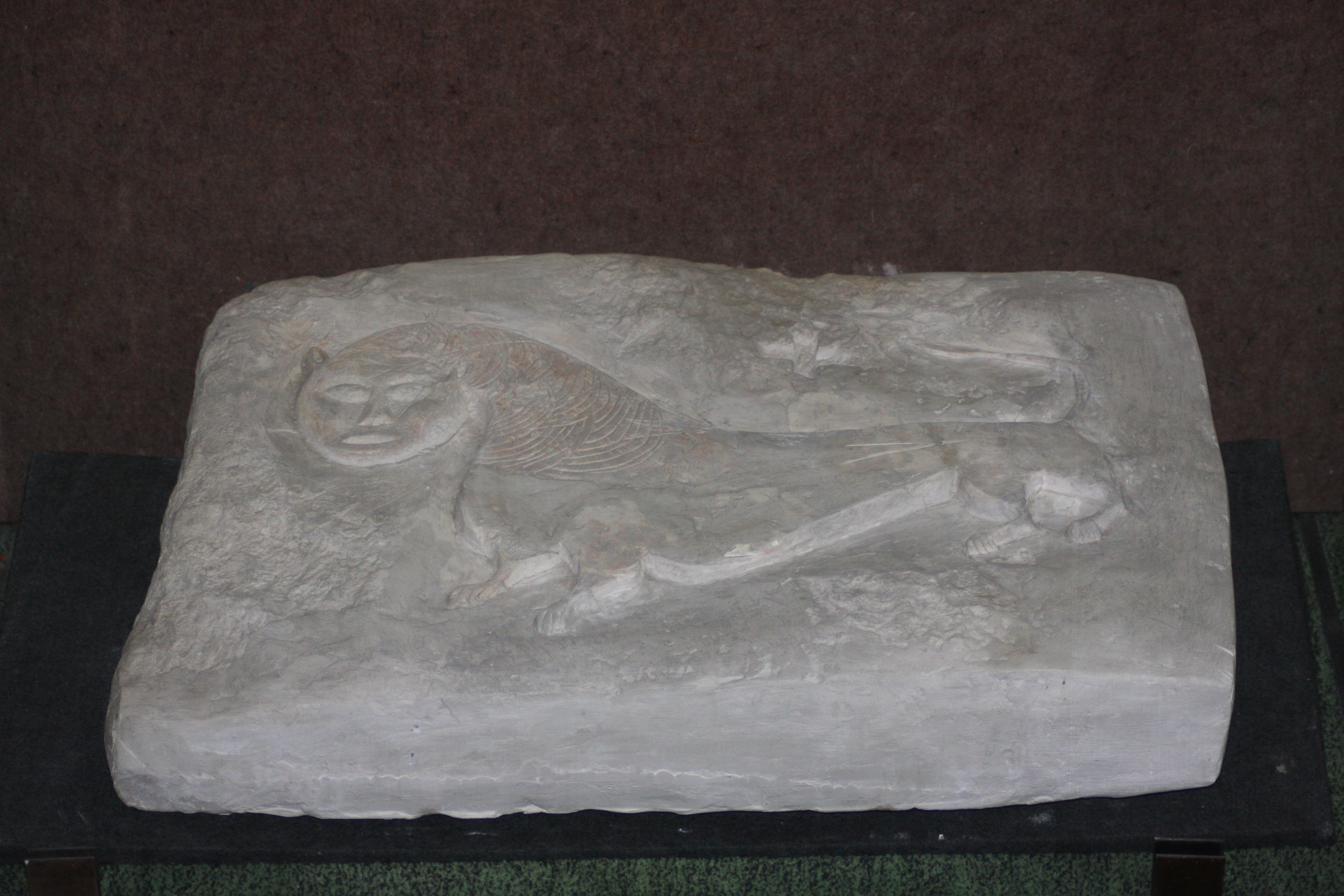
Murals murfatlar exposats al Museu de Constanța

El complex de la cova de Basarabi-Murfatlar és un monestir cristià medieval situat a prop de la ciutat de Murfatlar (conegut com a Basarabi entre 1924–1965 i 1975–2007), al comtat de Constanța, al nord de la Dobruja (Romania). El complex és una relíquia d'un fenomen monàstic generalitzat a Bulgària del segle x.

## Història
Les esglésies rupestres de Murflatlar, esculpides en un turó de guixos, van ser descobertes el 1957. Les excavacions realitzades entre el 1957 i el 1960 van descobrir un complex de cel·les-habitatges, 4 esglésies petites, dues esglésies més grans, criptes i tombes, totes datades entre els segles IX-XI. Des de finals del segle VII fins a principis del segle XI aquest territori va formar part del Primer Imperi Búlgar.

## Inscripcions
Hi ha moltes inscripcions gravades a les parets: 2 en l'alfabet grec, 2 en llengua eslava antiga (recensió búlgara) amb l'escriptura glagolítica i més de 30 amb l'escriptura ciríl·lica. Les més nombroses són les inscripcions rúniques de tipus turc: fins ara s'han trobat més de 60 anys. El mateix tipus de runes s'ha utilitzat a la roseta Pliska i es pot trobar als materials de construcció i a les parets del segle IX de la primera capital búlgara Pliska. Les runes turqueses a Murfatlar es basaven probablement en l'escriptura Kharosthi. El llenguatge de les runes és presumiblement búlgar, tal com suggereixen alguns estudiosos. Segons investigadors romanesos, algunes pintades, inclosa una marina vikinga, van ser interpretades com a varegues. No obstant això, podrien haver estat esculpides pels monjos locals durant la invasió de Bulgària per part dels russos. Tot i els nombrosos intents d'esquivar l'escriptura de Murfatlar, encara no hi ha un desxiframent universalment acceptat i és força heterogeni. Malgrat tot, és molt probable que els monjos locals s'hi inspiressin.

## Galeria d'imatges

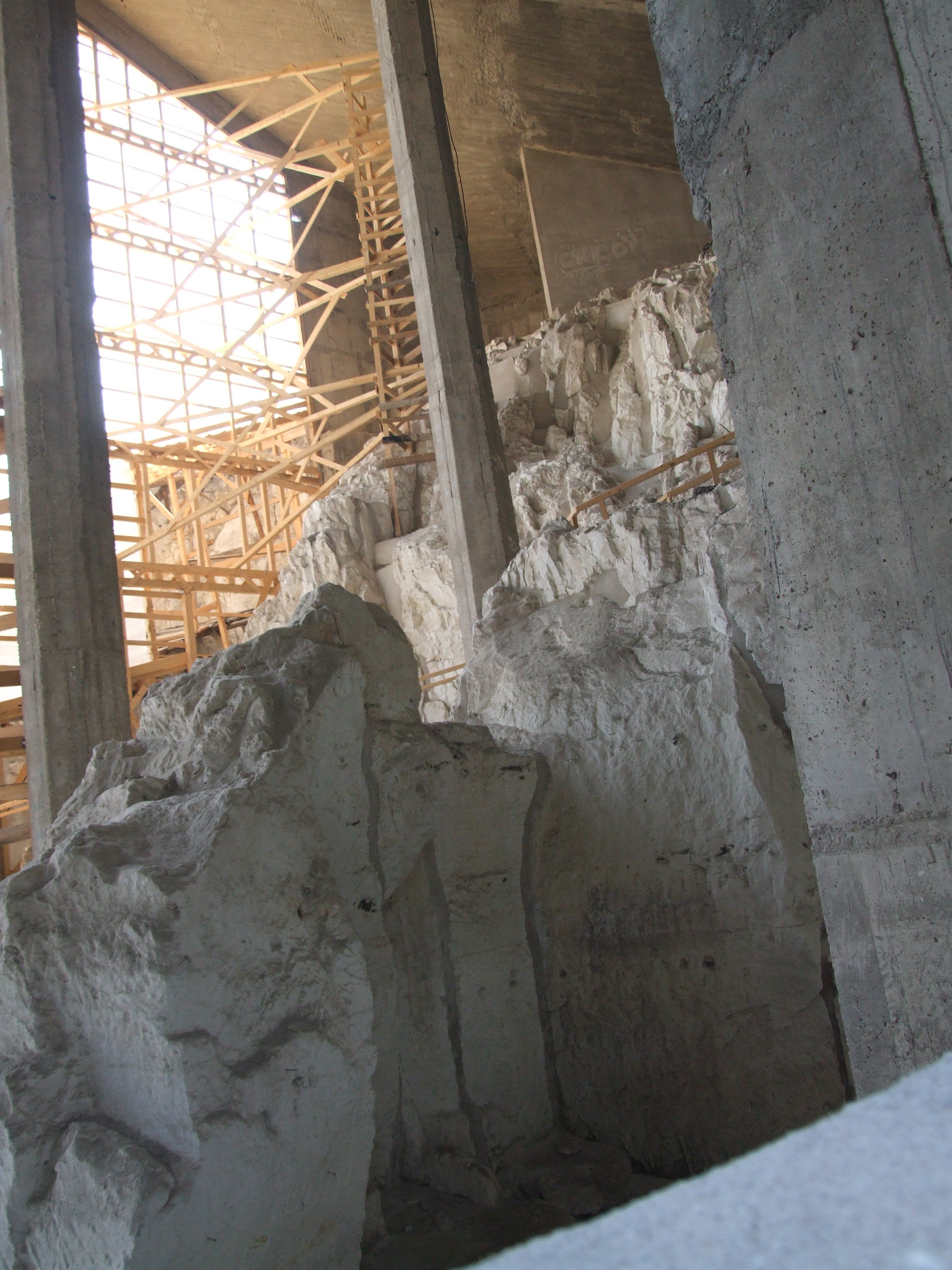
Vista des de l'interior del complex
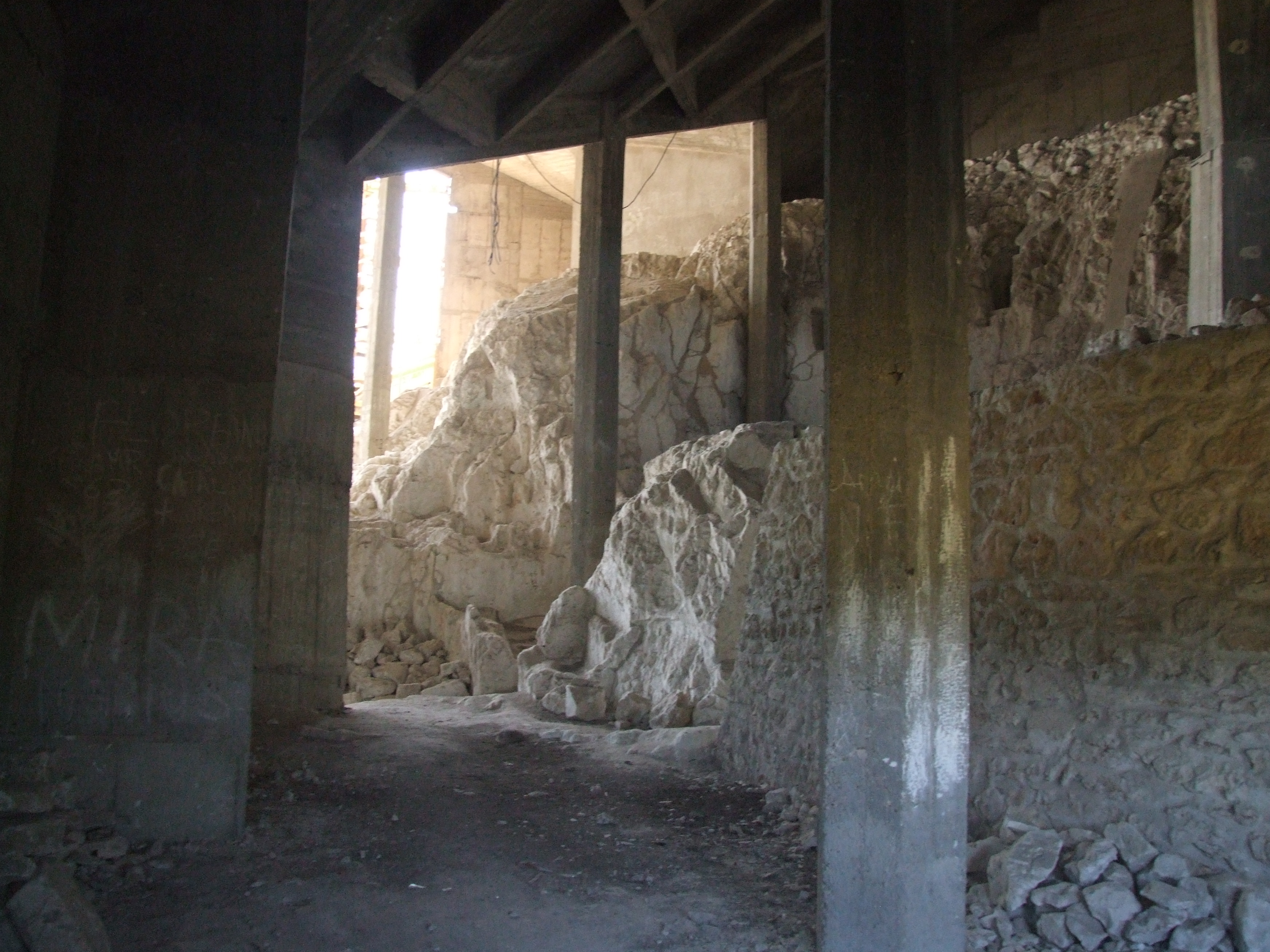
Vista des de l'interior del complex
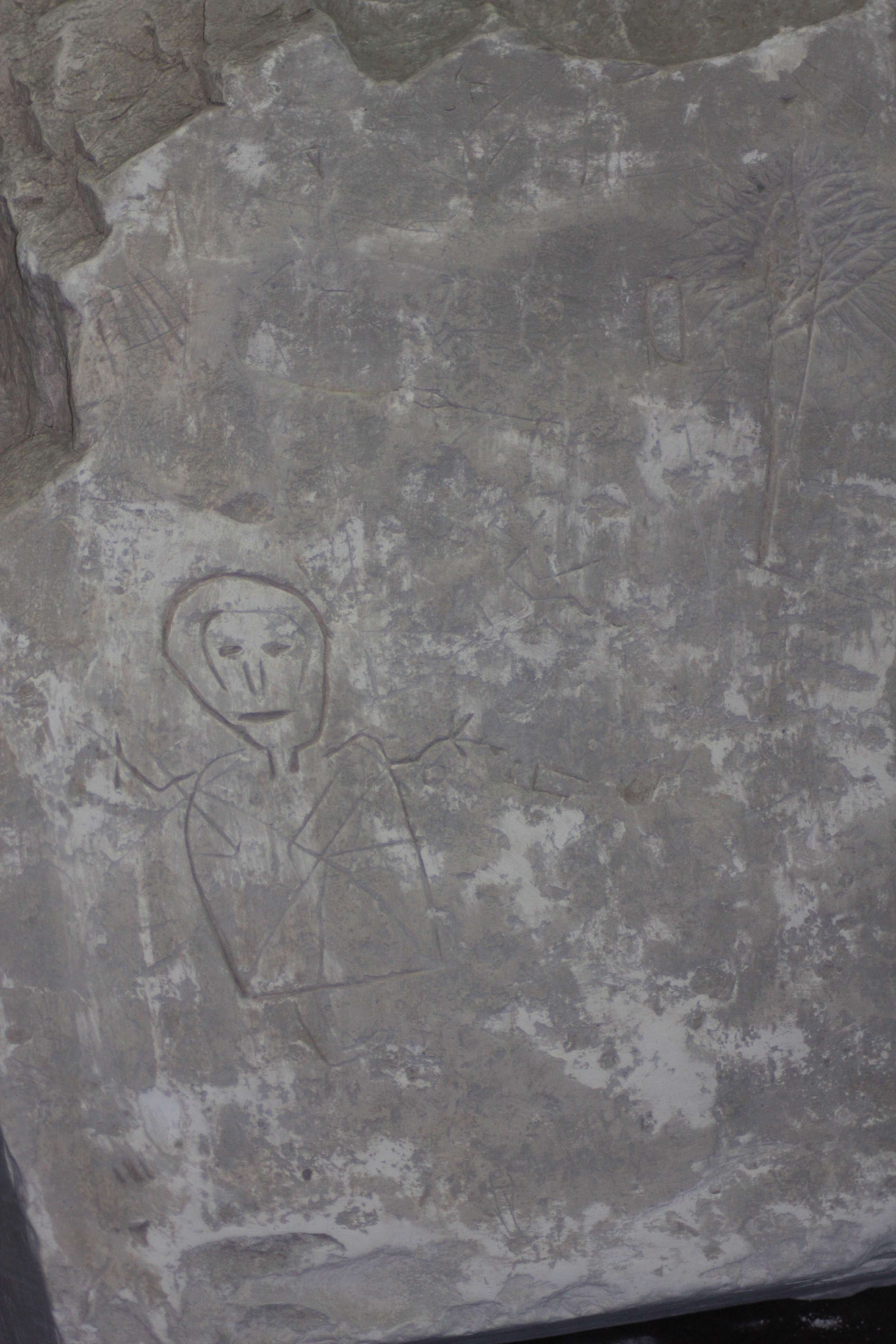
Graffiti del complex Basarabi exposat al Museu d'Història de Constan Consta